# Platylister bimarginatus
Platylister bimarginatus är en skalbaggsart som först beskrevs av Heinrich Bickhardt 1920.  Platylister bimarginatus ingår i släktet Platylister och familjen stumpbaggar. Inga underarter finns listade i Catalogue of Life.